# Ганс Єніш
Ганс Єніш (нім. Hans Jenisch; 19 жовтня 1913, Гердауен — 29 квітня 1982, Кронсгаген) — німецький офіцер-підводник, капітан-лейтенант крігсмаріне, капітан-цур-зее бундесмаріне. Кавалер Лицарського хреста Залізного хреста.

## Біографія
1 квітня 1933 року вступив на флот. Служив на крейсері «Дойчланд». У травні 1937 року переведений в підводний флот. З січня 1938 року — вахтовий офіцер на підводному човні U-32. 12 лютого 1940 року призначений командиром U-32, здійснив 6 походів (провівши в морі в цілому 114 днів). 30 жовтня 1940 року U-32 був затоплений північно-західніше Ірландії глибинними бомбами британських есмінців «Гарвестер» і «Хайлендер». 9 членів екіпажу загинули, 33 (включаючи Єніша) були врятовані і потрапили в полон.
| Дата            | Назва корабля               | Тип корабля       | Тоннаж | Вантаж | Екіпаж                    | Загинули                | Країна                | Конвой |
| --------------- | --------------------------- | ----------------- | ------ | --- | ------------------------- | ----------------------- | --------------------- | ------ |
| 2 березня 1940  | Lagaholm                    | Торговий теплохід | 2,818  | 4700 тонн генеральних вантажів, у тому числі 100 тонн алюмінієвих зливків, 62 тонни міді, 53 тонни латуні, двигуни та хімікати та пошта | 28                        | 1                       | Швеція                |        |
| 18 червня 1940  | Altair                      | Торговий пароплав | 1,522  | 728 стандартів пиломатеріалів | 18                        | 0                       | Норвегія              |        |
| 18 червня 1940  | Nuevo Ons                   | Паровий траулер   | 108    | | 13                        | 6                       | Іспанія               |        |
| 18 червня 1940  | Sálvora                     | Паровий траулер   | 108    | | 12                        | 0                       | Іспанія               |        |
| 19 червня 1940  | Labud                       | Торговий пароплав | 5,334  | Кукурудза | 34                        | 0                       | Королівство Югославія |        |
| 22 червня 1940  | Eli Knudsen                 | Тепловий танкер   | 9,026  | 1300 тонн дизельного палива та мазуту                                                                                                   | 37                        | 0                       | Норвегія              | HX 49  |
| 30 серпня 1940  | Mill Hill                   | Торговий пароплав | 4,318  | 6755 тонн чавуну та сталі | 34                        | 34                      | Британська імперія    | HX 66A |
| 30 серпня 1940  | Chelsea                     | Торговий пароплав | 4,804  | 7600 тонн кукурудзи | 35                        | 24                      | Британська імперія    | HX 66A |
| 30 серпня 1940  | Norne                       | Торговий теплохід | 3,971  | Металобрухт | 28                        | 17                      | Норвегія              | HX 66A |
| 1 вересня 1940  | HMS Fiji (58) (пошкоджений) | Легкий крейсер    | 8,000  | | ?                         | 5                       | Британська імперія    | MP     |
| 22 вересня 1940 | Collegian (пошкоджений)     | Торговий пароплав | 7,886  | 8000 тонн генеральних вантажів, у тому числі 890 тонн тротилу, бавовни, сталі та пиломатеріалів                                         | 56                        | 0                       | Британська імперія    | HX 72  |
| 25 вересня 1940 | Mabriton                    | Торговий пароплав | 6,694  | Баласт | 37                        | 12                      | Британська імперія    | OB 216 |
| 26 вересня 1940 | Corrientes (пошкоджений)    | Торговий пароплав | 6,863  | 1800 тонн генеральних вантажів та цегли                                                                                                 | 50                        | 0                       | Британська імперія    | OB 217 |
| 26 вересня 1940 | Tancred                     | Торговий теплохід | 6,094  | Баласт | 36                        | 0                       | Норвегія              | OB 217 |
| 26 вересня 1940 | Darcoila                    | Торговий пароплав | 4,084  | Баласт | 37                        | 37                      | Британська імперія    | OB 217 |
| 28 вересня 1940 | Empire Ocelot               | Торговий пароплав | 5,759  | Баласт | 34                        | 2                       | Британська імперія    | OB 218 |
| 29 вересня 1940 | Bassa                       | Торговий пароплав | 5,267  | Баласт | 50                        | 50                      | Британська імперія    | OB 218 |
| 30 вересня 1940 | Haulerwijk                  | Торговий пароплав | 3,278  | Баласт | 31                        | 4                       | Нідерланди            | OB 219 |
| 2 жовтня 1940   | Kayeson                     | Торговий пароплав | 4,606  | 2802 тонн генеральних вантажів та 3901 тонн вугілля                                                                                     | 38                        | 38                      | Британська імперія    |        |
| 28 жовтня 1940  | «Емпрес оф Бритен»          | Паровий лайнер    | 42,348 | 300 тонн цукру та 300 тонн державних товарів                                                                                            | 623 (з них 205 пасажирів) | 45 (з них 20 пасажирів) | Британська імперія    |        |

У червні 1947 року звільнений. 1 жовтня 1956 року вступив у ВМС ФРН, командував фрегатом «Гіппер». 31 березня 1972 року вийшов у відставку.

## Звання
- Кандидат в офіцери (1 квітня 1933)
- Морський кадет (23 вересня 1933)
- Фенріх-цур-зее (1 липня 1934)
- Оберфенріх-цур-зее (1 квітня 1936)
- Лейтенант-цур-зее (1 жовтня 1936)
- Оберлейтенант-цур-зее (1 червня 1938)
- Капітан-лейтенант (1 листопада 1940)
- Корветтен-капітан (1 жовтня 1956)
- Фрегаттен-капітан (24 липня 1958)
- Капітан-цур-зее (26 березня 1963)

## Нагороди
- Медаль «За вислугу років у Вермахті» 4-го класу (4 роки)
- Нагрудний знак підводника (1939)
- Залізний хрест
  - 2-го класу (1939)
  - 1-го класу (1940)
- 4 рази відзначений у Вермахтберіхт (12 вересня, 1, 3 і 28 жовтня 1940)
- Лицарський хрест Залізного хреста (7 жовтня 1940)